# Brian & Michael

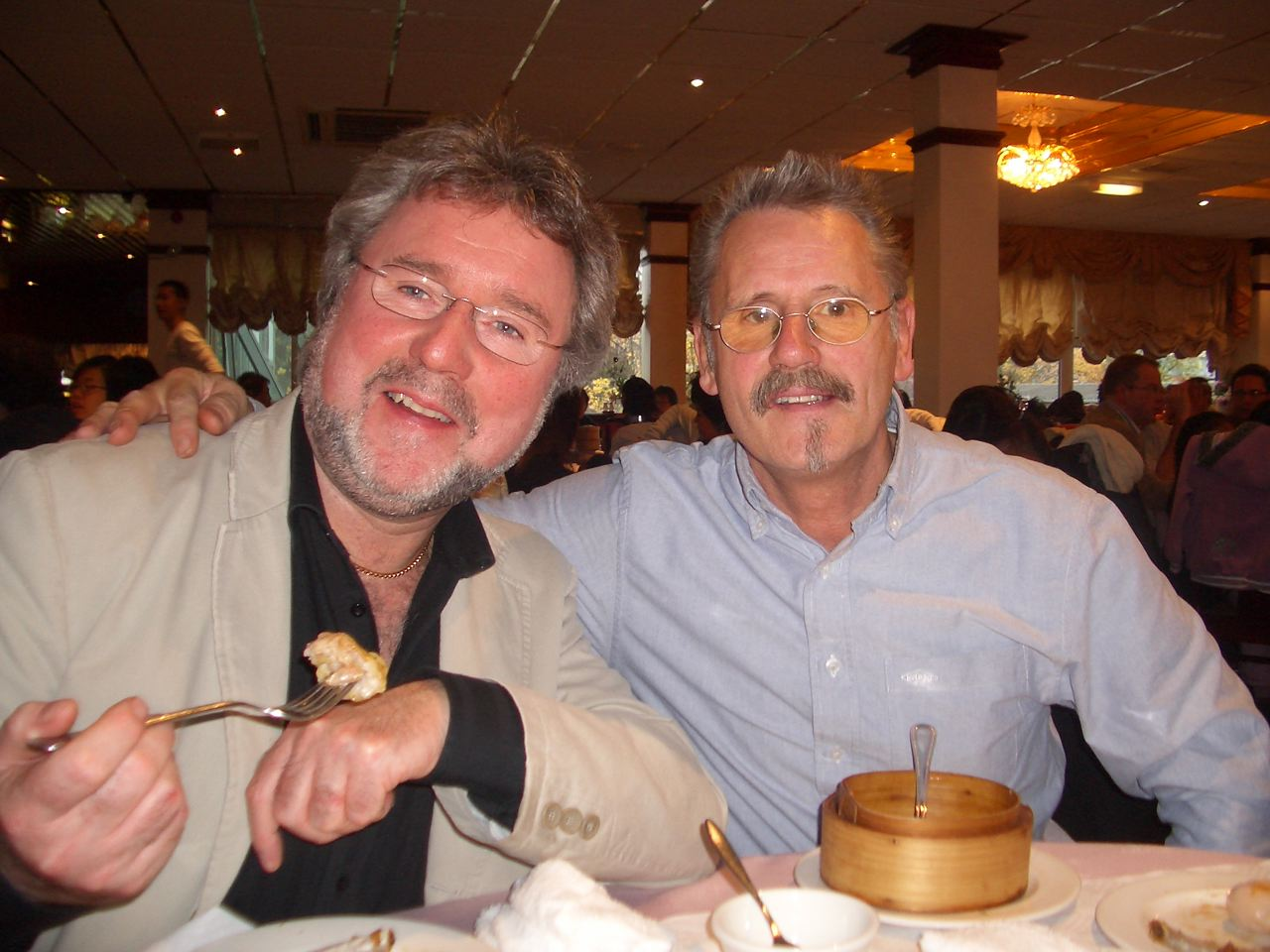

Brian & Michael sind ein britisches Musikduo, das in seiner Heimat durch den Hit Matchstalk Men and Matchstalk Cats and Dogs aus dem Jahr 1978 bekannt wurde.

## Bandgeschichte
Das Duo ist ein Projekt der beiden aus Manchester stammenden Rockmusiker und Gitarristen Kevin Parrott und Michael Coleman. Die beiden hatten sich 1965 kennengelernt und Coleman schloss sich als Bassist und Sänger Parrotts Band „The Big Sound“ an. Sie waren vor allem auf dem Kontinent in Nordeuropa unterwegs, so auch als Begleitband des dänischen Rock-and-Roll-Sängers Rock Nalle. Nach der Trennung der Band ging Parrott zurück nach Manchester zur Rockband „Oscar“, mit der er auch mehrere Alben veröffentlichte.
Coleman schloss sich einer Folkband an und tat sich als Songschreiber hervor. In den 1970er Jahren begann er sich für den in Manchester geborenen Maler L. S. Lowry zu interessieren und versuchte das auch in einem Lied musikalisch umzusetzen. Nachdem Lowry 1976 gestorben war, spielte Coleman den Song von den Matchstalk Men erstmal bei einem Auftritt in einem Folkclub. Diese „Streichholzmännchen“ waren ein typisches Motiv in Lowrys Bildern gewesen. Daraus entstand die Idee, das Lied auch als Single herauszubringen.
Zusammen mit seinem damaligen Partner Brian Burke, mit dem er das Comedy-Duo „Burke & Jerk“ bildete, wollte er als „Brian & Michael“ auftreten. Kevin Parrott war als Produzent an dem Projekt beteiligt. Als Burke ausstieg, nachdem die Single bereits fertiggestellt worden war, übernahm Kevin Parrott seine Stelle. Auf eine Änderung des Interpretennamens musste aber verzichtet werden.
Zu dem Gesang und den Gitarren der beiden Musiker kamen noch die Blechblasinstrumente der „Tintwistle Brass Band“ sowie der Kinderchorgesang des St Winifred’s School Choir. Nachdem Matchstalk Men and Matchstalk Cats and Dogs dann Ende 1977 veröffentlicht worden war, dauerte es einige Monate, bis es schließlich zögerlich auf Platz 45 der britischen Charts einstieg. Danach entwickelte es sich zu einem großen Hit und erreichte im April 1978 Platz 1, wo es drei Wochen lang blieb.
Die Single erreichte Goldstatus und Michael Coleman erhielt für den Liedtext den Ivor Novello Award. Dem Schulchor von St Winifred’s verhalf die Popularität später zu einem eigenen Nummer-eins-Hit. Das Lied „There's No One Quite Like Grandma“ belegte im Jahr 1980 für zwei Wochen den ersten Platz in der britischen Hitparade.
Nach dem Erfolg machten Parrott und Coleman als „Brian & Michael“ weiter, es entstanden zwei Alben, aber es gelang ihnen kein weiterer Duo-Erfolg mehr. Da sie außerdem als Produzent bzw. als Songschreiber bei anderen für Erfolge sorgten, beendeten sie das Projekt 1980 wieder. Zu den von ihnen unterstützten Erfolgen gehörte die Produktion von The Sparrow der Ramblers, Ken Dodds letzter Charthit Hold My Hand, geschrieben von Coleman, und It’s ’Orrible Being in Love (When You’re 8½) von Claire & Friends, wobei Claire Usher eine Schülerin von St Winifred’s war. Während Michael Coleman dem Musikgeschäft treu blieb, wechselte Parrott später in die Werbung.
2002 kam es dann zu einer Wiedervereinigung als „Brian & Michael“ und zu mehreren Auftritten sowie zur Ankündigung einer weiteren musikalischen Zusammenarbeit.

## Diskografie
Alben
- 1978: The Matchstalk Men

Singles
- 1977: Matchstalk Men and Matchstalk Cats and Dogs (Lowry’s Song)
- 1977: Stretford Enders
- 1978: Mam When’s Mi Dad Coming Home? (The Dream)
- 1978: Evensong
- 1979: Bottle of Gin
- 1979: You Don’t Call Me Darling
- 1983: (Merry Christmas) Mama